# Генко Митов
Генко Гъчев Митов е български юрист от първата половина на XX век.

## Биография
Генко Митов е роден на 9 март 1890 година в град Карлово, в семейството на Гъчо Митов, родина на Васил Левски. Учи право в Софийския университет, но при избухването на Балканската война (1912 – 1913) прекъсва и се записва доброволец в Македоно-одринското опълчение, служи в 1 рота на 10 прилепска дружина. След войната довършва обучението си в университета.
Участва в Първата световна война като запасен подпоручик в Двадесет и осми пехотен стремски полк. За отличия и заслуги през втория период на войната е награден с орден „За храброст“, IV степен.
Работи като адвокат, избран за народен представител. Издава стихосбирка и мемоарната книга „На война с 28 пехотен Стремски полк“.
Умира през 1945 г. в София.